# Принц Сонко
Принц Сонко (яп. 尊光法親王, そんこうほうしんのう; 17 ноября 1645 — 6 февраля 1680) — двенадцатый сын Императора Го-Мидзуноо. Первый сын и первый ребёнок его жены Ёцуцудзи Цугуко. 2-й настоятель монастыря Тион-ин.

## Биография
Родился 17 ноября 1645 года. Получил имя Ёси. Считался приемным сыном сёгуна Токугавы Иэмицу и младшим братом принца Рёдзюна.
В марте 1651 года обещанный монастырю Тион-ин как будущий настоятель.
22 мая 1654 года провозглашен Императорским принцем. Принял имя Ёсиката.
30 июня 1656 года отдан в монастырь Тион-ин. Принял монашеский постриг под именем Сонко.
12 декабря 1679 года награждён 2-м рангом Императорских принцев.
Умер 6 февраля 1680 года. Похоронен 12 февраля того же года на кладбище монастыря Тион-ин, в павильоне Иссин, в районе Хигасияма (Киото).
23 января 1779 года посмертно награждён 1-рангом Императорских принцев.